# Paul Schaffshausen
Paul Schaffshausen (auch Paull, * 5. August 1712 in Hamburg; † 15. Februar 1761 ebenda) war ein deutscher Altphilologe, Theologe und Philosoph.

## Leben
Schaffshausen war ein Sohn des Protonotarius’ und Ratssekretärs Nicolaus Lucas Schaffshausen und zugleich ein Enkel des Hamburger Bürgermeisters Johann Diedrich Schaffshausen. Paul Schaffshausen erhielt zunächst Privatunterricht und besuchte anschließend die Gelehrtenschule des Johanneums. 1731 wechselte er schließlich auf das dortige Akademisches Gymnasium. Nachdem er dieses absolviert hatte, zog er an die Universität Leipzig. Schon während seines Studiums machte er mit kleineren publizierten Schriften auf sich aufmerksam. Mit der Dissertatio philologica de vera notione vocabuli κοινωνία wurde ihm 1738 der Magistergrad verliehen. Von 1738 bis 1740 war er als Dozent weiter an der Leipziger Universität und hielt Vorlesungen über die griechische Sprache und in den theologischen Fächern.
Als Schaffshausen absehen konnte, dass er zunächst keine Professur in Leipzig erlangen konnte, ging er zurück nach Hamburg. Dort war er als Privatgelehrter tätig. Am 19. August 1745 wurde er schließlich zum ordentlichen Professor der Logik, Metaphysik und Beredsamkeit am Akademischen Gymnasium ernannt. Er war damit Inhaber des Lehrstuhls der Theologie der Anstalt und von 1752 bis zu seinem Tod außerdem zweiter Bibliothekar.

## Publikationen (Auswahl)
- De hirco Azazel eiusque ritibus et mysteriis, Leipzig 1736.
- De historia Artemonis et Artemonitarum, Leipzig 1737.
- Diss. philol. de vera notione vocabuli koinōnia, ad illustrandos varios N. F. locos, inprimis I. Cor. X, 16, Leipzig 1738.
- Commentatio historico-litteraria consilium de conscribenda proxime Methodistarum, rem publicam Anglorum sacram mire turbantium historia exponens , Hamburg 1743.
- Monumentum pietatis, memoriae decoribus meritis viri illustris atque magnifici domini Martini Lucae Schelii, ICti et reipublicae Hamburgensis consulis senioris … communis luctus testandi caussa positum, König, Hamburg 1751.